# Biblioteca capitolare del Duomo di Milano
La Biblioteca Capitolare del Duomo di Milano, detta anche Biblioteca del Capitolo metropolitano di Milano, è la biblioteca del capitolo del Duomo di Milano, la più antica tra quelle aperte al pubblico nel capoluogo ambrosiano, con sede nei Palazzi dei Canonici.
Non è da confondersi con la Biblioteca della Veneranda Fabbrica del Duomo, situata nel Palazzo dell'Orologio e che raccoglie documenti relativi alla storia della Cattedrale e della Veneranda Fabbrica.

## Storia
Come per il capitolo metropolitano non è nota l'origine della sua biblioteca, se non per il fatto che fosse già sviluppata come raccolta di testi liturgici sotto il vescovo Dateo. Nei primi anni del Duomo era situata nell'ingresso principale, viene spostata insieme a tutto il capitolo nel nuovo complesso ultimato nel 1635.

## Collezioni
La biblioteca ha più di 45000 volumi stampati, circa 500 manoscritti, 68 incunaboli e 878 cinquecentine. Tra di essi vi sono opere di Sant'Ambrogio e vari testi liturgici concernenti il rito ambrosiano, ma si trovano anche documenti monastici relativi al rito patriarchino, presumibilmente utilizzati nella Diocesi di Como.
In essa vi è anche l'archivio del Capitolo, che mantiene gli archivi della parrocchia di Santa Tecla, della rettoria di San Gottardo in Corte e dell’Arciconfraternita del Santissimo Sacramento.